# Parnac (Indre)
 Parnac  es una población y comuna francesa, en la región de  Centro-Valle de Loira, departamento de Indre, en el distrito de Le Blanc y cantón de Saint-Benoît-du-Sault.

## Demografía
| 1009 | 911 | 769 | 706 | 650 | 562 |
| Para los censos de 1962 a 1999 la población legal corresponde a la población sin duplicidades (Fuente: INSEE [Consultar]) |     |     |     |     |     |